# Two Lone Swordsmen
I Two Lone Swordsmen sono stati un gruppo musicale britannico.

## Storia
I Two Lone Swordsmen vennero fondati a Londra da Andrew Weatherall e Keith Tenniswood nel 1996, un anno dopo lo scioglimento dei Sabres of Paradise di Weatherall. I Two Lone Swordsmen pubblicarono inizialmente musica per l'etichetta di Weatherall Emissions Audio Output, fra cui il loro primo album in studio The Fifth Mission (Return to Flightpath Estate) (1996). In seguito, il duo venne scritturato dalla Warp, per la quale licenziò Stay Down (1998), inserito alla posizione numero 22 della "lista dei migliori album IDM di tutti i tempi" di Pitchfork. La medesima rivista apprezzò anche il seguente Tiny Reminders, che inserì al diciannovesimo posto della classifica dei "venti migliori album del 2000". Il gruppo si sciolse nel decennio seguente.

## Formazione
- Andrew Weatherall
- Keith Tenniswood

## Discografia
- 1996 – The Fifth Mission (Return to Flightpath Estate)
- 1998 – Stay Down
- 2000 – Tiny Reminders
- 2001 – Further Reminders
- 2004 – From the Double Gone Chapel
- 2007 – Wrong Meeting
- 2007 – Wrong Meeting II